# Lažany (okres Blansko)
Lažany (Duits: Laschan) is een Tsjechische gemeente in de regio Zuid-Moravië, en maakt deel uit van het district Blansko.
Lažany telt 349 inwoners (2006).
Adamov · Bedřichov · Benešov · Blansko · Borotín · Bořitov · Boskovice · Brťov-Jeneč · Bukovina · Bukovinka · Býkovice · Cetkovice · Crhov · Černá Hora · Černovice · Deštná · Dlouhá Lhota · Doubravice nad Svitavou · Drnovice · Habrůvka · Hodonín · Holštejn · Horní Poříčí · Horní Smržov · Chrudichromy · Jabloňany · Jedovnice · Kněževes · Knínice · Kořenec · Kotvrdovice · Kozárov · Krasová · Krhov · Křetín · Křtěnov · Křtiny · Kulířov · Kunčina Ves · Kunice · Kuničky · Kunštát · Lazinov · Lažany · Letovice · Lhota Rapotina · Lhota u Lysic · Lhota u Olešnice · Lipovec · Lipůvka · Louka · Lubě · Ludíkov · Lysice · Makov · Malá Lhota · Malá Roudka · Míchov · Milonice · Němčice · Nýrov · Obora · Okrouhlá · Olešnice · Olomučany · Ostrov u Macochy · Pamětice · Petrov · Petrovice · Prostřední Poříčí · Rájec-Jestřebí · Ráječko · Roubanina · Rozseč nad Kunštátem · Rozsíčka · Rudice · Sebranice · Senetářov · Skalice nad Svitavou · Skrchov · Sloup · Spešov · Stvolová · Sudice · Suchý · Sulíkov · Světlá · Svinošice · Svitávka · Šebetov · Šebrov-Kateřina · Šošůvka · Štěchov · Tasovice · Uhřice · Újezd u Boskovic · Újezd u Černé Hory · Úsobrno · Ústup · Valchov · Vanovice · Vavřinec · Vážany · Velenov · Velké Opatovice · Vilémovice · Vísky · Voděrady · Vranová · Vysočany · Závist · Zbraslavec · Žďár · Žďárná · Žernovník · Žerůtky